# Diócesis de Padang
La diócesis de Padang (en latín: Dioecesis Padangen(sis) y en indonesio: Keuskupan Padang) es una circunscripción eclesiástica latina de la Iglesia católica en Indonesia, sufragánea de la arquidiócesis de Medan. La diócesis tiene al obispo Vitus Rubianto Solichin, S.X. como su ordinario desde el 3 de julio de 2021.

## Territorio y organización

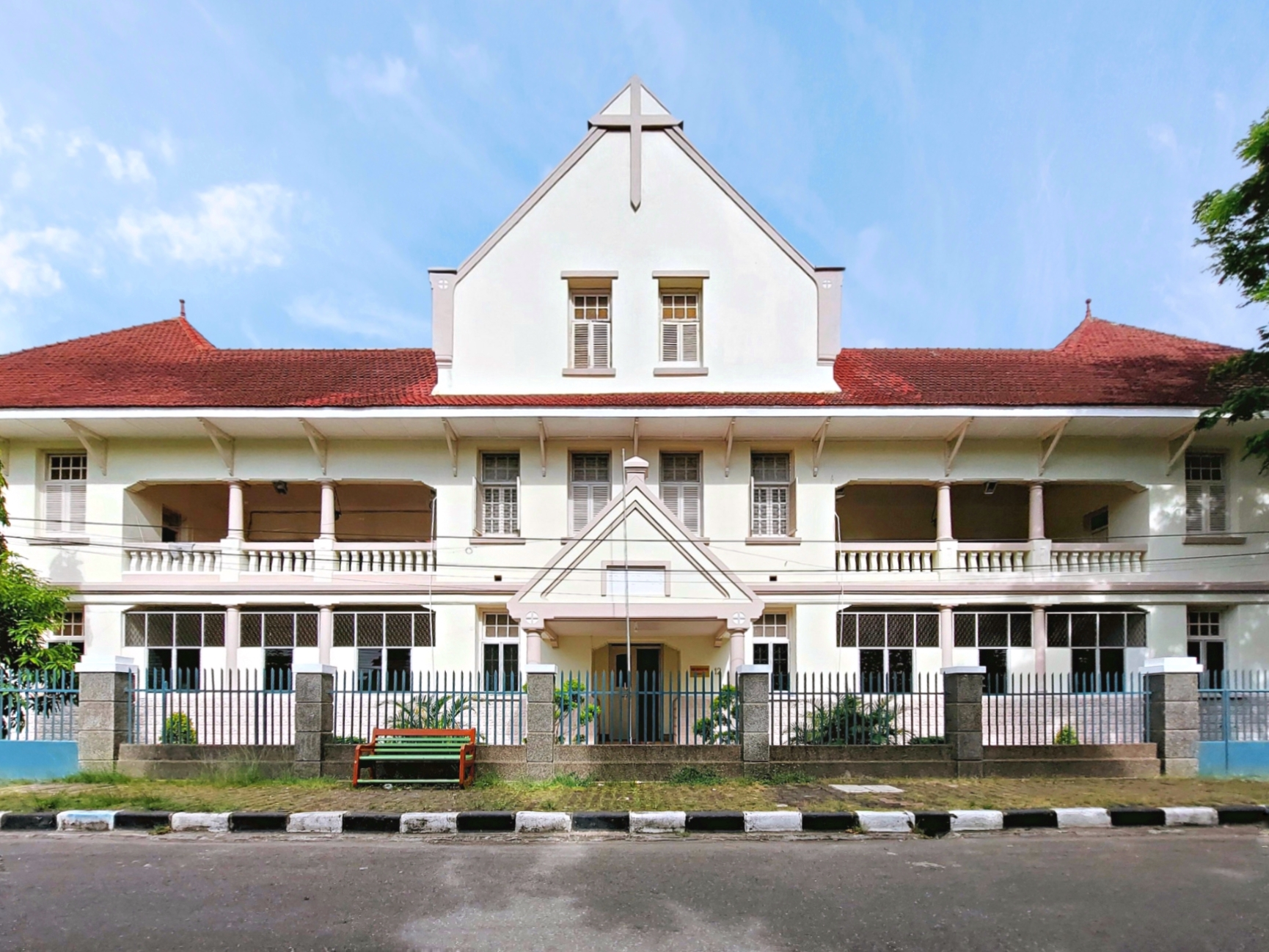
Palacio episcopal

La diócesis tiene 140 909 km² y extiende su jurisdicción sobre los fieles católicos de rito latino residentes en las provincias de Sumatra Occidental y Riau y en la regencia de Kerinci en la provincia de Jambi.
La sede de la diócesis se encuentra en la ciudad de Padang, en donde se halla la Catedral de Santa Teresa del Niño Jesús.
En 2019 en la diócesis existían 29 parroquias.

## Historia
La prefectura apostólica de Padang fue erigida el 19 de junio de 1952 con la bula E Missionibus del papa Pío XII, obteniendo el territorio del vicariato apostólico de Medan (hoy arquidiócesis).
El 3 de enero de 1961 la prefectura apostólica fue elevada a diócesis con la bula Quod Christus del papa Juan XXIII.

## Estadísticas
De acuerdo al Anuario Pontificio 2020 la diócesis tenía a fines de 2019 un total de 123 030 fieles bautizados.
| Año                                                                             | Población            | Población | Población      | Sacerdotes | Sacerdotes    | Sacerdotes    | Bautizados por sacerdote | Diáconos permanentes | Religiosos | Religiosos | Parroquias |
| Año                                                                             | Bautizados católicos | Total     | % de católicos | Total      | Clero secular | Clero regular | Bautizados por sacerdote | Diáconos permanentes | Varones    | Mujeres    | Parroquias |
| ------------------------------------------------------------------------------- | -------------------- | --------- | -------------- | ---------- | ------------- | ------------- | ------------------------ | -------------------- | ---------- | ---------- | ---------- |
| 1969                                                                            | 16 150               | 3 500 000 | 0.5            | 36         |               | 36            | 448                      |                      | 43         | 48         | 13         |
| 1980                                                                            | 28 938               | 3 768 000 | 0.8            | 42         | 3             | 39            | 689                      | 1                    | 43         | 48         |            |
| 1990                                                                            | 52 909               | 7 575 000 | 0.7            | 38         | 9             | 29            | 1392                     | 1                    | 33         | 40         | 20         |
| 1999                                                                            | 66 370               | 7 420 250 | 0.9            | 47         | 23            | 24            | 1412                     |                      | 27         | 58         | 18         |
| 2000                                                                            | 68 418               | 7 422 298 | 0.9            | 45         | 24            | 21            | 1520                     |                      | 23         | 57         | 19         |
| 2001                                                                            | 70 236               | 7 798 021 | 0.9            | 45         | 25            | 20            | 1560                     |                      | 22         | 42         | 19         |
| 2002                                                                            | 72 054               | 9 062 590 | 0.8            | 47         | 24            | 23            | 1533                     |                      | 24         | 56         | 20         |
| 2003                                                                            | 73 000               | 9 153 000 | 0.8            | 46         | 22            | 24            | 1586                     |                      | 25         | 55         | 21         |
| 2004                                                                            | 73 000               | 9 153 000 | 0.8            | 46         | 22            | 24            | 1586                     |                      | 25         | 55         | 21         |
| 2013                                                                            | 106 247              | 9 061 000 | 1.2            | 50         | 29            | 21            | 2124                     |                      | 24         | 61         | 22         |
| 2016                                                                            | 109 009              | 9 420 000 | 1.2            | 52         | 30            | 22            | 2096                     |                      | 24         | 60         | 25         |
| 2019                                                                            | 123 030              | 9 758 000 | 1.3            | 55         | 31            | 24            | 2236                     |                      | 26         | 60         | 29         |
| Fuente: Catholic-Hierarchy, que a su vez toma los datos del Anuario Pontificio. |                      |           |                |            |               |               |                          |                      |            |            |            |

## Episcopologio
- Pascal de Martino, S.X. † (27 de junio de 1952-1961 falleció)
- Raimondo Cesare Bergamin, S.X. † (16 de octubre de 1961-17 de marzo de 1983 renunció)
- Martinus Dogma Situmorang, O.F.M.Cap. † (17 de marzo de 1983-19 de noviembre de 2019 falleció)
- Vitus Rubianto Solichin, S.X., desde el 3 de julio de 2021